# 2008年北京オリンピックの香港選手団
2008年北京オリンピックの香港選手団（2008ねんペキンオリンピックのホンコンせんしゅだん）は、2008年8月8日から8月24日まで開催された2008年北京オリンピックにおける香港選手団の名簿。選手名及び所属・記録は2008年当時のもの。

## 種目別選手

### 陸上競技
- 黎振浩(男子100メートル)
- 温健儀(女子100メートル)

### バドミントン
- 呉蔚(男子シングルス)
- 葉姵延(女子シングルス)
- 王晨(女子シングルス)

### 自転車
- 陳振興(男子クロスカントリー)
- 胡健楽(男子ロードレース)
- 黄金寶(男子ポイントレース)
- 黄蘊瑤(女子ポイントレース)

### 馬術
- 林立信(障害飛越個人、団体)
- 鄭文傑(障害飛越個人、団体)
- 林子心(障害飛越個人、団体)
- 李明華(障害飛越個人、団体)

### フェンシング
- 劉國堅(男子フルーレ)
- 楊翠玲(女子エペ)
- 周梓淇(女子サーブル)

### ボート
- 羅暁鋒(男子シングルスカル)
- 鄒廣榮、蘇秀華(男子軽量級ダブルスカル)
- 李嘉文(女子シングルスカル)

### セーリング
- 陳敬然(男子セイルボード)
- 陳慧琪(女子セイルボード)

### 射撃
- 王輝(男子25メートルラピッドファイアピストル)

### 競泳競技
- 歐鎧淳(女子自由形200メートル、400メートル、800メートル)
- 陳宇寧(女子自由形50メートル)
- 蔡暁慧(女子200メートル個人メドレー、100メートル背泳ぎ)
- 韋漢娜(女子100メートルバタフライ、100メートル自由形)

### 卓球
- 張鈺(男子シングルス)
- 高禮澤(男子シングルス)
- 李静(男子シングルス)
- 柳絮飛(女子シングルス)
- 林菱(女子シングルス)
- 帖雅娜(女子シングルス)

### トライアスロン
- 李致和(男子)
- 麦素寧(女子)